# ACANAE
La Asociación Canaria No Al Acoso Escolar, también conocida por su acrónimo ACANAE, es una organización sin ánimo de lucro fundada el 13 de junio de 2014 en Santa Cruz de Tenerife, Canarias (España).
ACANAE tiene como objetivo principal la prevención del acoso escolar y ciberacoso (bullying y ciberbullying respectivamente) en el archipiélago canario, así como su correcta actuación. Para lograrlo, realiza conferencias / charlas, talleres y actividades con la finalidad de concienciar y dotar de los conocimientos y herramientas necesarias a la población para combatir el acoso en todas sus variantes, una amenaza actual en los centros educativos de la cual no se dispone de la suficiente información.
La asociación ofrece ayuda a niños y adolescentes víctimas de este tipo de maltrato y también a padres, tutores o familiares indicándoles cómo actuar. Actualmente, ACANAE está formada principalmente por psicólogos y abogados, todos con amplios conocimientos relacionados al acoso escolar.
El 2 de mayo de 2017, con motivo del Día Internacional Contra el Acoso Escolar, Lorena Martín se reúne con Fernando Clavijo, presidente del Gobierno de Canarias, para abordar las actuaciones del Gobierno en materia de acoso escolar. Entre los temas que trataron, destacó el proceso de creación del ‘Observatorio de Convivencia’, que trascenderá al propio Gobierno involucrando cabildos, ayuntamientos, poder judicial, familias y docentes. 

El 2 de mayo de 2018 la asociación acudió a diferentes medios de comunicación con el objetivo de visibilizar el aumento de denuncias de los casos de ciberacoso a través de teléfonos móviles, aplicaciones de mensajería como WhatsApp y redes sociales.
El 11 de enero de 2019, intervienen la presidenta y vicepresidente de ACANAE en Antena 3 Noticias en relación con el número de denuncias de acoso escolar en Canarias, colocándola como la cuarta Comunidad Autónoma con más denuncias registradas en España durante el año 2017.